# Notoscopelus caudispinosus
Notoscopelus caudispinosus és una espècie de peix de la família dels mictòfids i de l'ordre dels mictofiformes.

## Morfologia
- Els mascles poden assolir 14 cm de longitud total.[1][2]

## Hàbitat
És un peix marí i d'aigües profundes.

## Distribució geogràfica
Es troba a l'Atlàntic oriental (des del Marroc fins a Namíbia), l'Atlàntic occidental (des dels Estats Units fins a l'Argentina, incloent-hi el Golf de Mèxic i el Carib), l'Índic i el Pacífic.